# CyberBunker
CyberBunker was een "bulletproof" internetprovider met datacenters in Kloetinge en later in Traben-Trarbach. Volgens de eigen website waren alle websites welkom als klant bij de CyberBunker, uitgezonderd kinderporno en terrorisme. Kenmerkend aan CyberBunker is dat beide datacenters gebouwd waren in voormalige atoombunkers van de NAVO, waardoor de servers veilig waren voor zelfs de grootste impact van buitenaf.
CyberBunker is lange tijd de hostende partij geweest achter The Pirate Bay en een van de mirrors van WikiLeaks. Ook werd CyberBunker ervan beschuldigd meerdere afzenders van spam, malware en phishing te hosten. In 2019 deed de Duitse politie een inval in de bunker in Traben-Trarbach, waarbij zeven verdachten (onder wie vier Nederlanders) aangehouden werden.

## Geschiedenis

### Bunker in Kloetinge (CB-1)

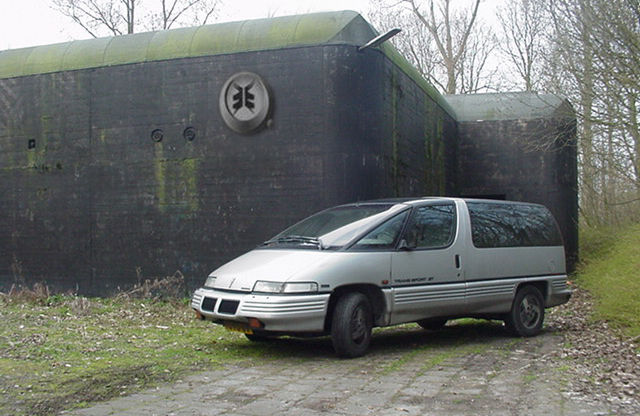
Voormalig NAVO-bunker in gebruik als huisvesting van Nederlands bulletproof hoster "De CyberBunker".

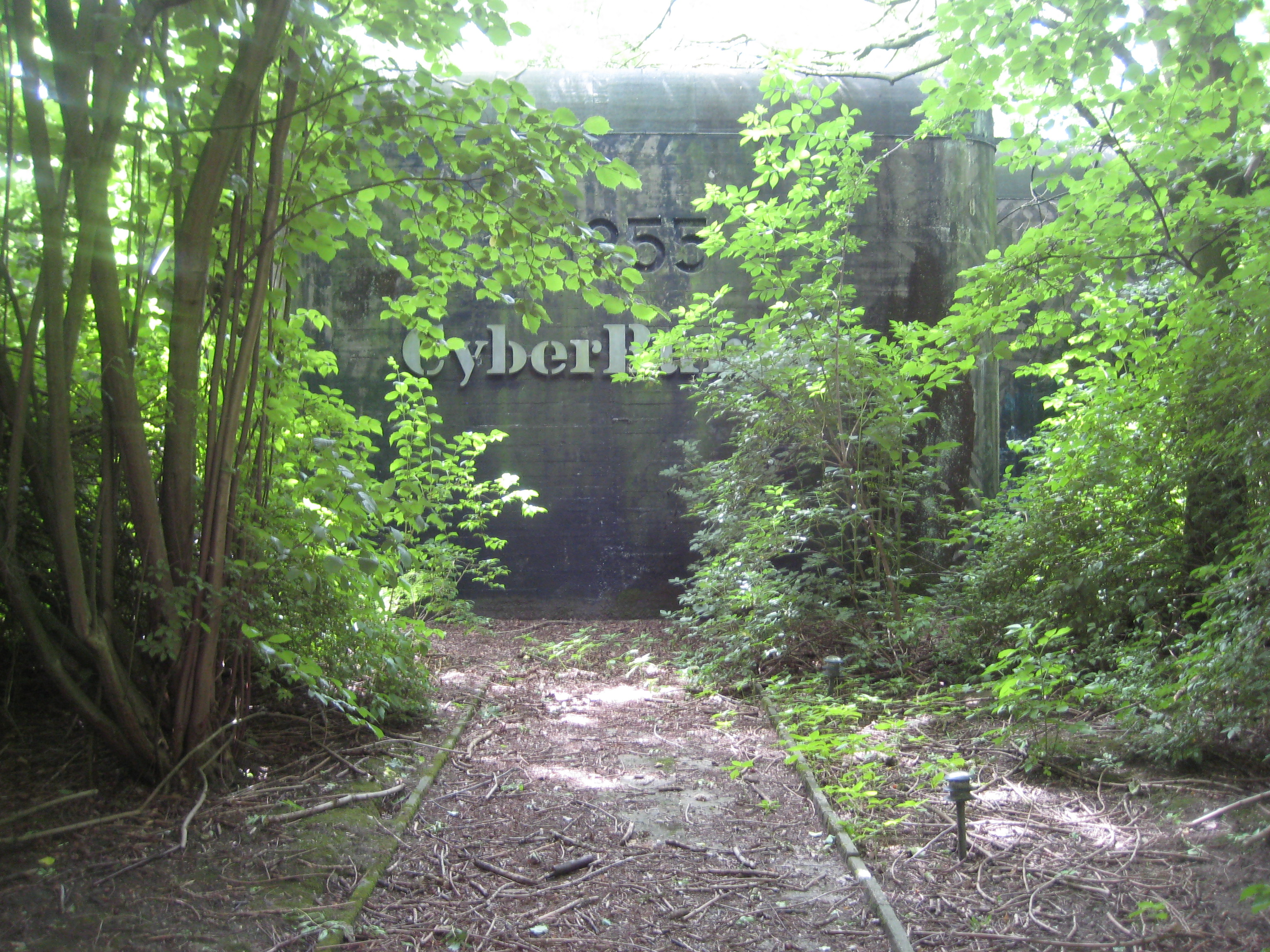
Ingang van de CyberBunker in Kloetinge

In 1995 kocht de Nederlander Herman Johan Xennt (uit Renkum) een voormalige NATO-atoombunker van ruim 1.800 vierkante meter net buiten Kloetinge. De bunker, die in het verleden werd gebruikt door het Provinciaal Militair Commando was gebouwd om een nucleaire aanval te kunnen weerstaan. De bunker werd door defensie buiten gebruik gesteld in 1994.
Xennt installeerde de CyberBunker in dat gebouw, om letterlijk "kogelwerende webhosting" van websites te kunnen bieden. Het grootste gedeelte van de klanten in de jaren '90 bestond uit pornosites. Het beleid destijds was elke website toe te laten, uitgezonderd kinderporno en terrorisme.
In 2002 brak er brand uit in de bunker. Nadat het vuur geblust was kwam aan het licht dat er naast dataservers ook een MDMA (xtc)-laboratorium aanwezig was. Drie van de vier betrokkenen bij het lab werden veroordeeld tot celstraffen van drie jaar. De vierde betrokkene werd vrijgesproken wegens gebrek aan bewijs. Na de brand en ontdekking van het lab weigerde de gemeente Goes een vergunning af te geven aan CyberBunker. Dit had tot gevolg dat het bedrijf noodgedwongen zijn activiteiten moest verplaatsen, onder andere naar Amsterdam.
In zijn marketing-uitingen bleef het bedrijf aangeven dat het opereerde vanuit de bunker. Op 29 maart 2013 maakte het bedrijf BunkerInfra middels een persbericht bekend dat ze al sinds 2010 eigenaar waren van de bunker in Kloetinge en dat claims van CyberBunker over hun activiteiten in de bunker onjuist waren. BunkerInfra beweerde tevens dat CyberBunker al sinds de brand in 2002 niet meer in de bunker operationeel was.
De beweringen van BunkerInfra dat ze sinds 2010 eigenaar was van de bunker komt niet overeen met informatie uit het Kadaster. Cyberbunker CB-1 met kadastrale aanduidingen Goes F 824 en Kloetinge A 1659 was volgens akte 7068/119 vanaf 2003 eigendom van Stichting Wasteland. Waarna het vastgelegd in akte 62250/139 op 4 december 2013 is verkocht aan een echtpaar. Netkwesties schreef hier in 2013 over: "De overdracht was typisch voor deze schimmige wereld, waarbij de bunker nu eigendom is van een tussenpersoon die de bunker dit jaar overdraagt aan Bunkerinfra." Uit onderzoek van het kadaster is niet gebleken dat eigendom de bunker ooit is overgedragen aan Bunkerinfra, de bunker is sinds 2018 eigendom van de huidige eigenaar.

### The Pirate Bay
In oktober 2009 verhuisde The Pirate Bay van zijn datacenter in Zweden naar de CyberBunker. Dit gebeurde nadat de website al door meerdere auteursrechtenorganisaties aangeklaagd was, onder wie het Nederlandse BREIN. In 2010 bepaalde de rechtbank in Hamburg dat CyberBunker, inmiddels ook operationeel in Duitsland onder de naam CB3Rob Ltd & Co KG, niet langer meer hosting mocht bieden aan The Pirate Bay, op straffe van een boete van €250.000 of tot 2 jaar gevangenisstraf per overtreding.

### Spamhaus
In oktober 2011 bestempelde Spamhaus de CyberBunker als provider voor malafide praktijken, waarop het de aansluiting op het internet liet blokkeren door provider A2B. In eerste instantie weigerde A2B dit verzoek te honoreren en blokkeerde het slechts één IP-adres, waarvan bewezen kon worden dat het voor spamdoeleinden werd ingezet. Spamhaus reageerde hierop door alle IP-adressen in beheer van A2B (dus ook adressen die niet tot de CyberBunker behoren) te blokkeren. A2B gaf zich over en blokkeerde CyberBunker volledig. Hierop deed A2B aangifte tegen Spamhaus wegens afpersing.
In maart 2013 voegde Spamhaus de CyberBunker toe aan al zijn blacklists. Kort na deze blokkade werd er een DDoS-aanval uitgevoerd op Spamhaus. Deze aanval was van nog niet eerder vertoonde schaal (een gemiddelde DDoS-aanval zit gemiddeld rond de 50 Gbit/s, de grootste bekende aanval was 100 Gbit/s; deze aanval op Spamhaus vertoonde pieken van 300 Gbit/s). De aanval duurde meer dan een week. Steve Linford, de directeur van Spamhaus, vertelde dat Spamhaus de aanval wist af te weren. Andere bedrijven, waaronder Google, stelden capaciteit beschikbaar om de grote hoeveelheden verkeer op te vangen. De aanval werd door vijf verschillende landelijke politiekorpsen wereldwijd onderzocht. Spamhaus claimde dat CyberBunker, in samenwerking met "criminele organisaties" uit Oost-Europa en Rusland verantwoordelijk waren voor de aanval. CyberBunker reageerde niet op deze beschuldiging.
Cloudflare, een cybersecurity-bedrijf in San Francisco, assisteerde Spamhaus bij het afweren van de aanval. Tijdens deze ondersteuning werd ook Cloudflare zelf slachtoffer van een aanval. Op 28 maart 2013 ging de website van CyberBunker offline; mogelijk werden ze zelf ook slachtoffer van de aanval.
Op 25 april 2013 werd woordvoerder Sven Olaf Kamphuis door de Spaanse politie in samenwerking met Eurojust in de buurt van Barcelona gearresteerd op verzoek van de Nederlandse politie. Een anoniem persbericht, geüpload naar pastebin.com de volgende dag, eiste de vrijlating van Kamphuis. De afzender dreigde met meerdere grootschalige aanvallen indien het verzoek niet gehonoreerd zou worden. De Spaanse autoriteiten rapporteerden dat Kamphuis werkte vanuit een zeer geavanceerde bunker en een omgebouwde bestelbus gebruikte als mobiele werkplaats. Over deze bunker werd geen verdere informatie verspreid. In september 2013 werd onthuld dat er in april een tweede aanhouding was geweest wegens betrokkenheid bij de aanval op Spamhaus. De verdachte was een 16-jarige uit Londen. Kamphuis werd 55 dagen in Spanje vastgehouden, waarna hij werd uitgeleverd aan Nederland. Hij werd door de Nederlandse rechters schuldig bevonden en veroordeeld tot 240 dagen gevangenisstraf, waarvan 55 onvoorwaardelijk. Die 55 dagen had hij al uitgezeten in voorarrest.

### Bunker in Traben-Trarbach (CB-3)
In 2013 kocht het bedrijf een tweede bunker in Traben-Trarbach, Duitsland. Reeds in 2015 ontvingen onderzoekers van cybercrime bij de Duitse politie al een bevel om het internetverkeer van het bedrijf te tappen. Tijdens dit onderzoek bleek dat bij de klanten van het bedrijf diverse illegale websites van het Dark web zaten. Ook fraudeurs, een handel in vals geld en drugshandels werden aangetroffen.
In september 2019 deed de Duitse politie een inval met 650 agenten op de bunker. Zeven personen werden hierbij gearresteerd. Bij de inval werden 200 computers met daarop minstens 2000 virtuele servers ontmanteld. Op deze servers werden diverse criminele activiteiten aangetroffen, waaronder ook kinderporno.
Xennt werd in december 2021 berecht in Duitsland, waar hij werd veroordeeld tot vijf jaar en negen maanden gevangenisstraf.